# Młodzieżowe Indywidualne Mistrzostwa Szwecji na Żużlu 1982
Młodzieżowe Indywidualne Mistrzostwa Szwecji na Żużlu 1982 – cykl turniejów żużlowych, mających wyłonić najlepszych szwedzkich żużlowców w kategorii do 21 lat, w sezonie 1982. Tytuł wywalczył Magnus Jonsson. 

## Finał
- Kumla, 11 września 1982

| Msc. | Zawodnik              | Klub        | Pkt   |  |  |
| ---- | --------------------- | ----------- | ----- |  |  |
| 1    | Magnus Jonsson        | Smederna    | 13 +3 |  |  |
| 2    | Kjell Nielsen         | Solkatterna | 13 +2 |  |  |
| 3    | Leif Wahlman          | Vargarna    | 11 +3 |  |  |
| 4    | Anders Kling          | Dackarna    | 11 +2 |  |  |
| 5    | Niclas Johansson      | Smederna    | 11 +1 |  |  |
| 6    | Per Jonsson           | Getingarna  | 10    |  |  |
| 7    | Kent Bäär             | Solkatterna | 10    |  |  |
| 8    | Conny Ivarsson        | Njudungarna | 7     |  |  |
| 9    | Stefan Karlsson       | Indianerna  | 7     |  |  |
| 10   | Kent Björk            | Solkatterna | 7     |  |  |
| 11   | Leif Karlsson         | Masarna     | 5     |  |  |
| 12   | Hans Hallén           | Valsarna    | 4     |  |  |
| 13   | Tony Olsson           | Bysarna     | 4     |  |  |
| 14   | Erik Stenlund         | Getingarna  | 3     |  |  |
| 15   | Per Otto Ekman        | Ornarna     | 2     |  |  |
| 16   | rez. Kent Rickardsson | Smederna    | 2     |  |  |
| 17   | Mikael Almqvist       | Lejonen     | 1     |  |  |
| 18   | rez. Hakan Karlsson   | Dackarna    | 1     |  |  |